# Niżnia Kira Miętusia
Niżnia Kira Miętusia – dawna polana po wschodniej stronie wylotu Doliny Kościeliskiej w Tatrach Zachodnich, od zachodu ograniczona Kirową Wodą. Wnika w głąb Doliny Kościeliskiej aż po Niżnią Kościeliską Bramę (Bramę Kantaka). Od XVIII w. była własnością sołtysów Miętusów z wsi Miętustwo (obecnie jest to osiedle wsi Ciche) i stąd pochodzi drugi człon nazwy tego osiedla. Obecnie stanowi część osiedla Kiry.
Dawniej był to jeden z ośrodków pasterstwa w Tatrach, obecnie ulega zabudowaniu. Znajduje się tutaj m.in. parking dla samochodów i punkty małej gastronomii obsługujące turystów. Przebiega tędy szosa z Zakopanego do Witowa i dalej (Chochołów, Czarny Dunajec).
18 maja 2024 r. w samym wylocie Doliny Kościeliskiej Tatrzański Park Narodowy udostępnił dla zwiedzających nowy obiekt edukacyjny – usytuowane pod ziemią „Tatrzańskie Archiwum Planety Ziemia”. W siedmiu salach zaprezentowano tu unikalne zbiory przedstawiające historię powstania Tatr.

## Szlaki turystyczne
z Pałkówki przez Butorowy Wierch, Budzówkę, Rysiulówkę i Groń do Kir, a dalej dnem Doliny Kościeliskiej do schroniska na Hali Ornak.
- Czas przejścia z Butorowego Wierchu do Kir: 1:25 h, ↑ 1:40 h
- Czas przejścia z Kir do schroniska: 1:40 h, ↓ 1:35 h

  z Siwej Polany u wylotu Doliny Chochołowskiej przez polanę Biały Potok do Kir, a stąd już dalej jako oznaczona czarnym kolorem Droga pod Reglami wzdłuż granicy lasu do Zakopanego.
- Czas przejścia z Siwej Polany do Kir: 50 min w obie strony
- Odległość z Kir do wylotu Doliny Małej Łąki: 3,0 km.